# ماريو أرتيجا
ماريو أرتيجا (بالإسبانية: Mario Arteaga)‏ (29 نوفمبر 1970 في المكسيك - ) هو لاعب كرة قدم مكسيكي في مركز الهجوم، شارك في الألعاب الأولمبية الصيفية 1992. وشارك مع منتخب المكسيك تحت 23 سنة لكرة القدم. أما مع النوادي، فقد لعب مع نادي غوادالاخارا.

## وصلات خارجية
- ماريو أرتيجا على موقع الاتحاد الدولي (مؤرشف)  (الإنجليزية)
- ماريو أرتيجا على موقع أوليمبيديا (الإنجليزية)